# لی سو می
لی سو می (کره‌ای: 이수미؛ زادهٔ ۳ مارس ۱۹۸۹) خواننده و بازیگر اهل کره جنوبی است. وی از سال ۲۰۰۹ میلادی تاکنون مشغول فعالیت بوده‌است.